# Obiektyw ultra szerokokątny

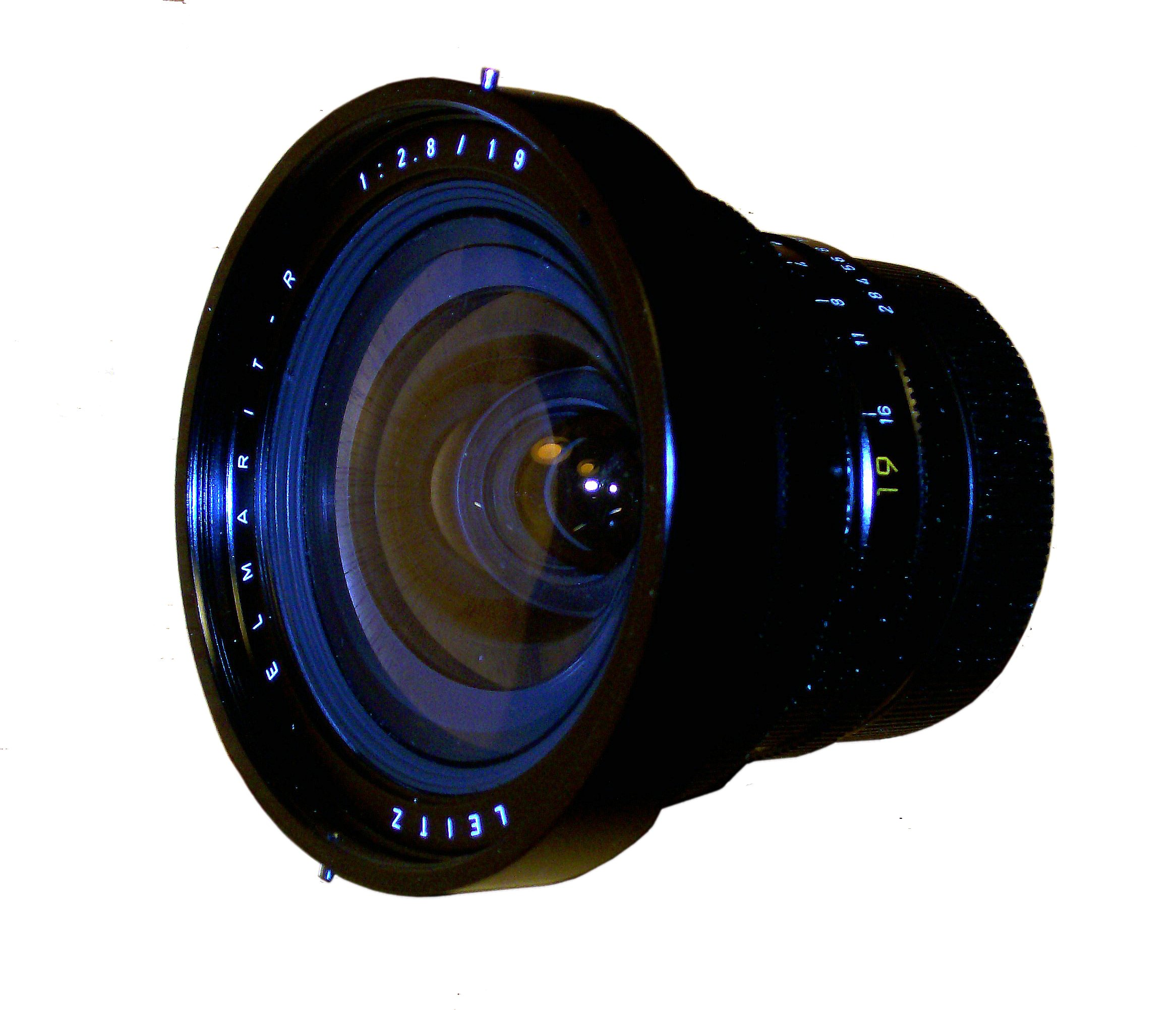
Obiektyw ultraszerokokątny Leitz Elmarit R19/2.8 dla apartu Leica R

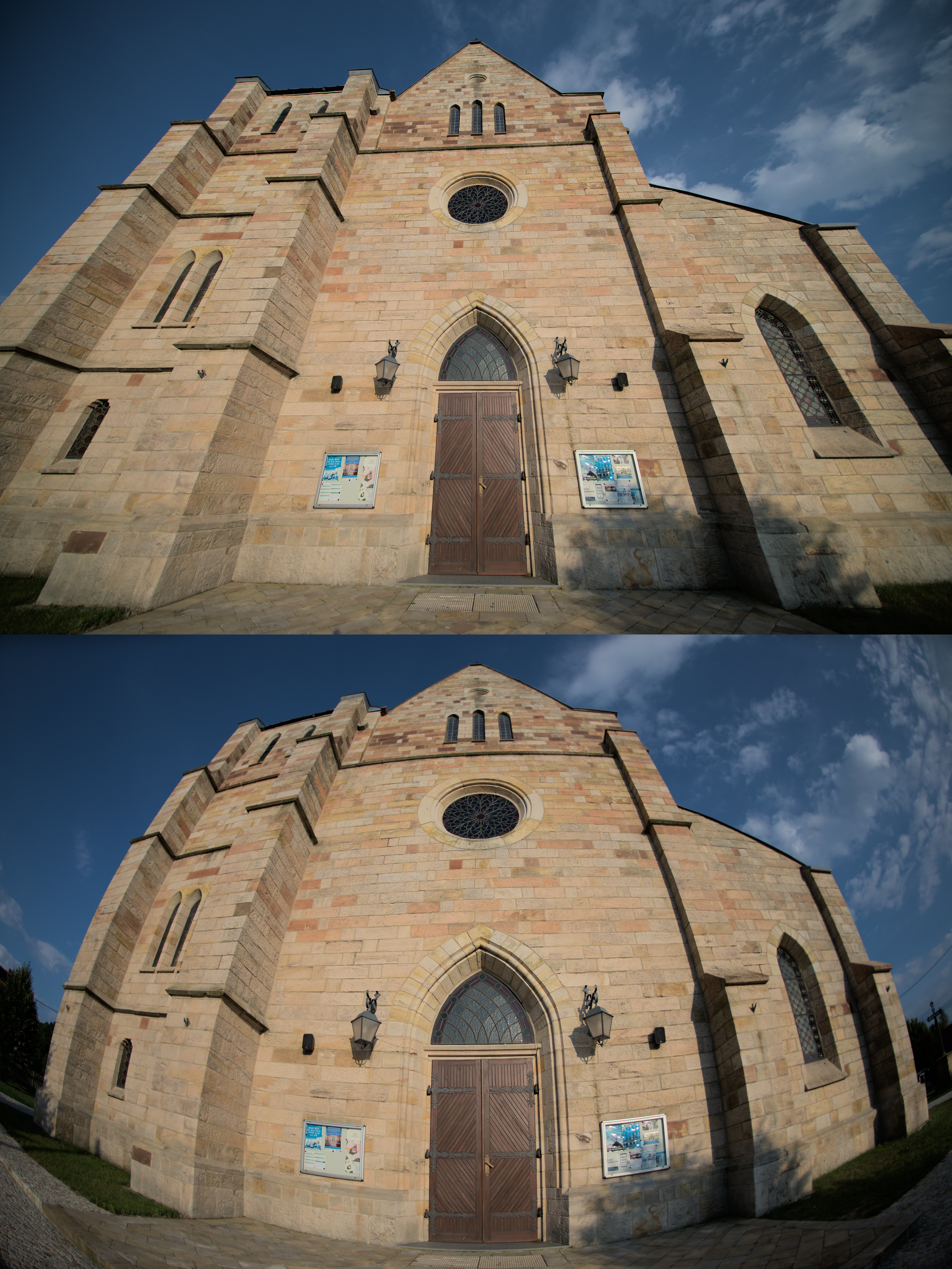
Porównanie obiektywu Ultra Szerokokątnego 11mm (na górze) oraz obiektywu typu rybie oko 16mm (na dole) na pełno klatkowej cyfrowej lustrzance

Obiektyw ultra szerokokątny – obiektyw fotograficzny o ogniskowej krótszej niż 24mm dla cyfrowych aparatów pełnoklatkowych lub mniejsze niż 15 mm dla aparatów z matrycą APS-C. Obiektywy ultra szerokokątne mogą mieć taką samą lub mniejszą ogniskową, niż obiektywy typu rybie oko. Nie mają jednak takiego zniekształcenia ponieważ są to obiektywy rektalinearne.

## Przykłady najszerszych obiektywów
Jednymi z najszerszych obiektywów, jakie udało się wyprodukować, są:
- Stałoogniskowe:
  - Voigtländer 10 mm f/5.6 Hyper-Wide-Heliar Aspherical E[2].
  - Samyang XP 10 mm f/3.5[3].
  - Venus Optics Laowa FFII 10 mm f/2.8 C&D-Dreamer[4].
  - Venus Optics LAOWA 9 mm f/5.6 FF RL[5].

- Zmiennoogniskowe:
  - Canon RF 10-20 mm f/4 L IS STM[6]